# Natalya Voronova
Natalya Voronova, née Pomoshchnikova le 9 juillet 1965, est une ancienne athlète russe spécialiste du 100 m. À ses débuts, elle courait pour l'Union soviétique, puis pour la Russie.

## Biographie
Voronova s'entraînait à Burevestnik à Moscou. En 1988, elle a représenté l'URSS aux Jeux olympiques d'été de Séoul, y remportant le bronze olympique en relais 4 × 100 m avec ses compatriotes Lyudmila Kondratyeva, Galina Malchugina et Marina Zhirova.
Elle a également remporté le titre mondial dans cette discipline en 1993. Voronova était également une très bonne spécialiste du 200 m.
Elle s'est retirée de la compétition après les Jeux olympiques d'été de 2000.

## Palmarès

### Jeux olympiques
- Jeux olympiques de 1988 à Séoul ( Corée du Sud)
  - 6e sur 100 m
  -  Médaille de bronze en relais 4 × 100 m
- Jeux olympiques de 2000 à Sydney ( Australie)
  - éliminée lors des séries sur 100 m
  - 5e en relais 4 × 100 m

### Championnats du monde d'athlétisme
- Championnats du monde d'athlétisme de 1987 à Rome ( Italie)
  - éliminée lors des demi-finales sur 100 m
  -  Médaille de bronze en relais 4 × 100 m
- Championnats du monde d'athlétisme de 1993 à Stuttgart ( Allemagne)
  - 6e sur 100 m
  - 6e sur 200 m
  -  Médaille d'or en relais 4 × 100 m
- Championnats du monde d'athlétisme de 1995 à Göteborg ( Suède)
  - éliminée lors des quarts de finale sur 100 m
- Championnats du monde d'athlétisme de 1997 à Athènes ( Grèce)
  - éliminée lors des demi-finales sur 100 m

### Championnats d'Europe d'athlétisme
- Championnats d'Europe d'athlétisme de 1998 à Budapest ( Hongrie)
  - 4e sur 200 m
  -  Médaille de bronze en relais 4 × 100 m

### Coupe du monde des nations d'athlétisme
- Coupe du monde des nations d'athlétisme de 1989 à Barcelone
  - 2e au classement général avec l'URSS
  - 7e sur 100 m
  - 2e en relais 4 × 100 m
- Coupe du monde des nations d'athlétisme de 1992 à La Havane  Cuba
  - 1e au classement général avec l'Équipe unifiée de l’ex-URSS
  - 1e sur 100 m
  - 2e sur 200 m

### En salle

#### Championnats du monde d'athlétisme en salle
- Championnats du monde d'athlétisme en salle de 1993 à Toronto ( Canada)
  -  Médaille de bronze sur 200 m
- Championnats du monde d'athlétisme en salle de 1995 à Barcelone ( Espagne)
  -  Médaille de bronze sur 200 m

#### Championnats d'Europe d'athlétisme en salle
- Championnats d'Europe d'athlétisme en salle de 1992 à Gênes ( Italie)
  - 4e sur 200 m
- Championnats d'Europe d'athlétisme en salle de 1998 à Valence ( Espagne)
  - 6e sur 200 m

## Records personnels
- 100 m - 10 s 98 le 24 septembre 1988 à Séoul (avec un vent favorable de 1,60 m/s)
- 200 m - 22 s 35 le 19 août 1993 à Stuttgart (avec un vent défavorable de -0,50 m/s)